# Бронский, Вячеслав Михайлович
Вячеслав Михайлович Бронский (укр. В'ячеслав Михайлович Бронський; 24 марта 1876 — февраль 1919, Винница) — российский и украинский военачальник, генерал-майор Русской императорской армии, начальник Главного управления Генерального штаба Армии УНР.

## Биография
Родился 24 марта 1876 года. Окончил Ананьевскую гимназию и Чугуевское военное училище (1897 год). В звании подпоручика (произведён 22 декабря 1897) заступил на службу в Архангелогородский 17-й пехотный полк. Позднее служил в Моршанском 139-м пехотном полку, в нём произведён в поручики 1 сентября 1901. Участвовал в русско-японской войне, контужен. 1 сентября 1905 произведён в штабс-капитаны.
В 1907 году окончил Николаевскую академию Генерального штаба по первому разряду, 7 мая того же года произведён в капитаны. Командовал ротой Архангелогородского 17-го пехотного полка с 10 ноября 1907 по 6 ноября 1909, позднее старший адъютант штаба 7-й пехотной дивизии и 5-го армейского корпуса. С 1 сентября 1912 помощник старшего адъютанта штаба Казанского военного округа.
В Первой мировой войне был исполняющим должность старшего адъютанта отдельной генерал-квартиры штаба 4-й армии. Произведён в подподполковники 6 декабря 1914, в полковники 6 декабря 1915. Командовал Варшавским 184-м пехотным полком, на 3 января 1917 в чине полковника. 21 ноября 1917 произведён в генерал-майоры. Начальник штаба 17-го армейского корпуса с 4 июня 1917.
С января 1918 года в армии УНР, прикомандирован к оперативному отделу Генерального штаба Центральной Рады, а с 21 февраля 1918 её представитель при германском командовании. 20 апреля 1918 возглавил комиссию по формированию армии при Военном министерстве Центральной Рады. 15 декабря 1918 после вступления войск в Киев назначен начальником Главного управления Генерального штаба Армии УНР. 2-й помощник начальника штаба Армии УНР с 31 декабря 1918.
Умер от тифа в феврале 1919 года. Похоронен в Виннице.
Кавалер Ордена Святой Анны 2-й, 3-й и 4-й степеней, Ордена Святого Станислава 2-й и 3-й степеней. Ордена Святого Владимира 4-й степени.